# Festival Mundial de Cinema d'Animació de Zagreb
El Festival Mundial de Cinema d'Animació de Zagreb, o Animafest Zagreb, és un concurs cinematogràfic de metratges d'animació de Zagreb, Croàcia. Juntament amb el Festival de Cinema Internacional d'Animació d'Ottawa al Canadà, el Festival Internacional d'Animació d'Hiroshima al Japó, i Festival de Cinema d'Animació d'Annecy, està organitzat i subvencionat per L'Associació Internacional de Cinema d'Animació o ASIFA.
El concurs va néixer l'any 1972, fet que el converteix en el segon festival d'animació cinematogràfica més antic del món, i actualment ha assolit un reconeixement internacional tan important que fins i tot hi han participat films guanyadors d'Oscars.
Els premis d'aquest festival es divideixen en sis categories diferents:
- Curtmetratges
- Llargmetratges
- Films per infants
- Competició croata
- Competició específica d'un lloc

A partir d'aquestes categories hi ha diferents premis tant honorífics com físics.

## Història
El Festival Mundial de Cinema d'Animació de Zagreb va ser creat l'any 1972 gràcies al suport d'ASIFA i el crític i científic cinematogràfic Ron Holloway i la seva antiguitat l'ha convertit en el segon festival més antic dedicat únicament a films d'animació. Des d'aleshores el festival va celebrar-se de manera biennal fins a l'any 2005, on va esdevenir anual. Amb aquesta dinàmica al cap els anys parells estaven dedicats a curtmetratges mentre que els imparells s'encarregaven de llargmetratges i no vas er fins a l'any 2015 quan van decidir ajuntar les dues categories i celebrar un festival dedicat a ambdós.
El festival va sorgir gràcies al suport d'ASIFA però el seu últim gran desenvolupament i canvis han sigut gràcies a la companyia privada d'Hulahop, que des de 2007 organitza de manera oficial l'esdeveniment.